# Cyrtandra waiolani
Cyrtandra waiolani é uma espécie de planta da família Gesneriaceae. As espécies eram endémicas de Ko'olau Gama no Havaí, e actualmente encontra-se extinta na natureza.